# Пятковка
Пятко́вка (укр. П'ятківка, пол. Piątkówka) — село на Украине, находится в Бершадском районе Винницкой области.
Код КОАТУУ — 0520484203. Население по переписи 2022 года составляет 1123 человек. Почтовый индекс — 24415. Телефонный код — 4352.
Занимает площадь 52 км².
Возле села расположен остановочный пункт Пятковка узкоколейной железной дороги Рудница — Голованевск.
Адрес местного совета
24415, Винницкая область, Бершадский р-н, c. Пятковка, ул. Ленина, 183

## Известные жители и уроженцы
- Дмитрий Аристархович Дрычкин — генерал-майор.
- Елена Васильевна Плахотникова (1924—2010) — Герой Социалистического Труда.